# 시오다정
시오다정(塩田町)은 1956년 5월 1일부터 1970년 3월 31일까지 나가노현 지사가타군에 있던 정이다. 1970년 4월 1일 우에다 시에 편입 합병해 소멸하였다.시오타 정사무소는 우에다 시청 시오타 지소를 거쳐 우에다 시청 본청 관할의 시오타 자치 센터로서 존속하고 있다.

## 역사
현재도 마에산지를 비롯하여 염전류 호쿠조우지와 관련된 많은 고찰이 있어 '신슈의 가마쿠라'로 불린다.`
- 1956년 5월 1일 - 니시시오다촌, 벳쇼촌, 히가시시오다촌, 나카시오다촌이 합병해 성립하였다. 동사무소는 구 나카시오타 촌사무소에 설치되었다.
- 1970년 4월 1일 - 우에다시에 편입되었다. 동일 시오다정은 폐지되었다. 정사무소는 우에다 시청 시오다 지소가 되었다.

## 교통
- 우에다 본선 (현:우에다 전철)